# Resolutie 1237 Veiligheidsraad Verenigde Naties
Resolutie 1237 van de Veiligheidsraad van de Verenigde Naties werd unaniem door de VN-Veiligheidsraad aangenomen op 7 mei 1999, en richtte een expertenpanel op om schendingen van de sancties tegen de Angolese rebellenbeweging UNITA te onderzoeken.

## Achtergrond
Nadat Angola in 1975 onafhankelijk was geworden van Portugal keerden de verschillende onafhankelijkheidsbewegingen zich tegen elkaar om de macht. Onder meer Zuid-Afrika en Cuba bemoeiden zich in de burgeroorlog, tot ze zich in 1988 terugtrokken. De VN-missie UNAVEM I zag toe op het vertrek van de Cubanen. Een staakt-het-vuren volgde in 1990, en hiervoor werd de UNAVEM II-missie gestuurd. In 1991 werden akkoorden gesloten om democratische verkiezingen te houden die eveneens door UNAVEM II zouden worden waargenomen.

## Inhoud

### Waarnemingen
De hoofdoorzaak van de crisis in Angola was dat UNITA haar verplichtingen onder het vredesakkoord niet nakwam. Men was erg bezorgd over de gevolgen voor de bevolking, alsook de militaire steun, waaronder huurlingen, aan UNITA. Secretaris-generaal Kofi Annan had maatregelen voorgesteld om de sancties tegen de rebellenorganisatie te versterken.

### Handelingen

#### A
Vrede en verzoening konden enkel op politieke wijze bereikt worden en daarom werd gewezen op het belang van het vredesakkoord en het Lusaka-Protocol.

#### B
Er waren meldingen van schendingen van de maatregelen tegen UNITA in verband met wapens, aardolie, diamanten en financiële middelen. De Veiligheidsraad veroordeelde ook UNITA's aanvallen op de bevolking.
Ze besloot een panel van experts op te richten met een mandaat van zes maanden om schendingen van de sancties te onderzoeken, de schenders te identificeren en maatregelen tegen die schendingen en voor de versterking van de sancties aan te bevelen. Alle landen werden opgeroepen dit panel alle medewerking te verlenen inzake informatie, toegang tot getuigen en plaatsen en werkingsvrijheid.
Verder was de Raad bezorgd om de vertragingen bij het onderzoek naar het neerhalen van twee VN-vliegtuigen boven UNITA-gecontroleerd gebied.

#### C
Alle betrokkenen werden nog eens opgeroepen mee te werken met de humanitaire activiteiten van de VN door de levering van hulpgoederen aan iedereen in nood mogelijk te maken.

## Verwante resoluties
- Resolutie 1221 Veiligheidsraad Verenigde Naties
- Resolutie 1229 Veiligheidsraad Verenigde Naties
- Resolutie 1268 Veiligheidsraad Verenigde Naties
- Resolutie 1294 Veiligheidsraad Verenigde Naties (2000)

Lijst ·  1220 ·  1221 ·  1222 ·  1223 ·  1224 ·  1225 ·  1226 ·  1227 ·  1228 ·  1229 ·  1230 ·  1231 ·  1232 ·  1233 ·  1234 ·  1235 ·  1236 ·  1237 ·  1238 ·  1239 ·  1240 ·  1241 ·  1242 ·  1243 ·  1244 ·  1245 ·  1246 ·  1247 ·  1248 ·  1249 ·  1250 ·  1251 ·  1252 ·  1253 ·  1254 ·  1255 ·  1256 ·  1257 ·  1258 ·  1259 ·  1260 ·  1261 ·  1262 ·  1263 ·  1264 ·  1265 ·  1266 ·  1267 ·  1268 ·  1269 ·  1270 ·  1271 ·  1272 ·  1273 ·  1274 ·  1275 ·  1276 ·  1277 ·  1278 ·  1279 ·  1280 ·  1281 ·  1282 ·  1283 ·  1284